# Cueva de El Castillo
La cueva de El Castillo es un yacimiento arqueológico encuadrado en el complejo de cuevas del monte Castillo, situado en Puente Viesgo (Cantabria, España). Está incluida en la lista del Patrimonio de la Humanidad de la Unesco desde julio de 2008, dentro del conjunto «Cueva de Altamira y arte rupestre paleolítico de la cornisa cantábrica».
La cueva fue descubierta en el año 1903 por Hermilio Alcalde del Río, uno de los pioneros en el estudio de las primeras manifestaciones rupestres de Cantabria. La excavación a cargo de Hugo Obermaier y Paul Wernert duró de 1910 hasta 1914. Fue financiada por el príncipe Alberto I de Mónaco. Antaño, la entrada de la cueva era de menor tamaño que en la actualidad, ya que fue ampliada con las primeras excavaciones arqueológicas del vestíbulo. Las evidencias recogidas en el nivel 18 del yacimiento arqueológico parecen demostrar la convivencia de ambos Homo: el neandertal y el sapiens hace unos 30 000 años, milenios antes de las primeras pinturas de la propia cueva de Altamira.

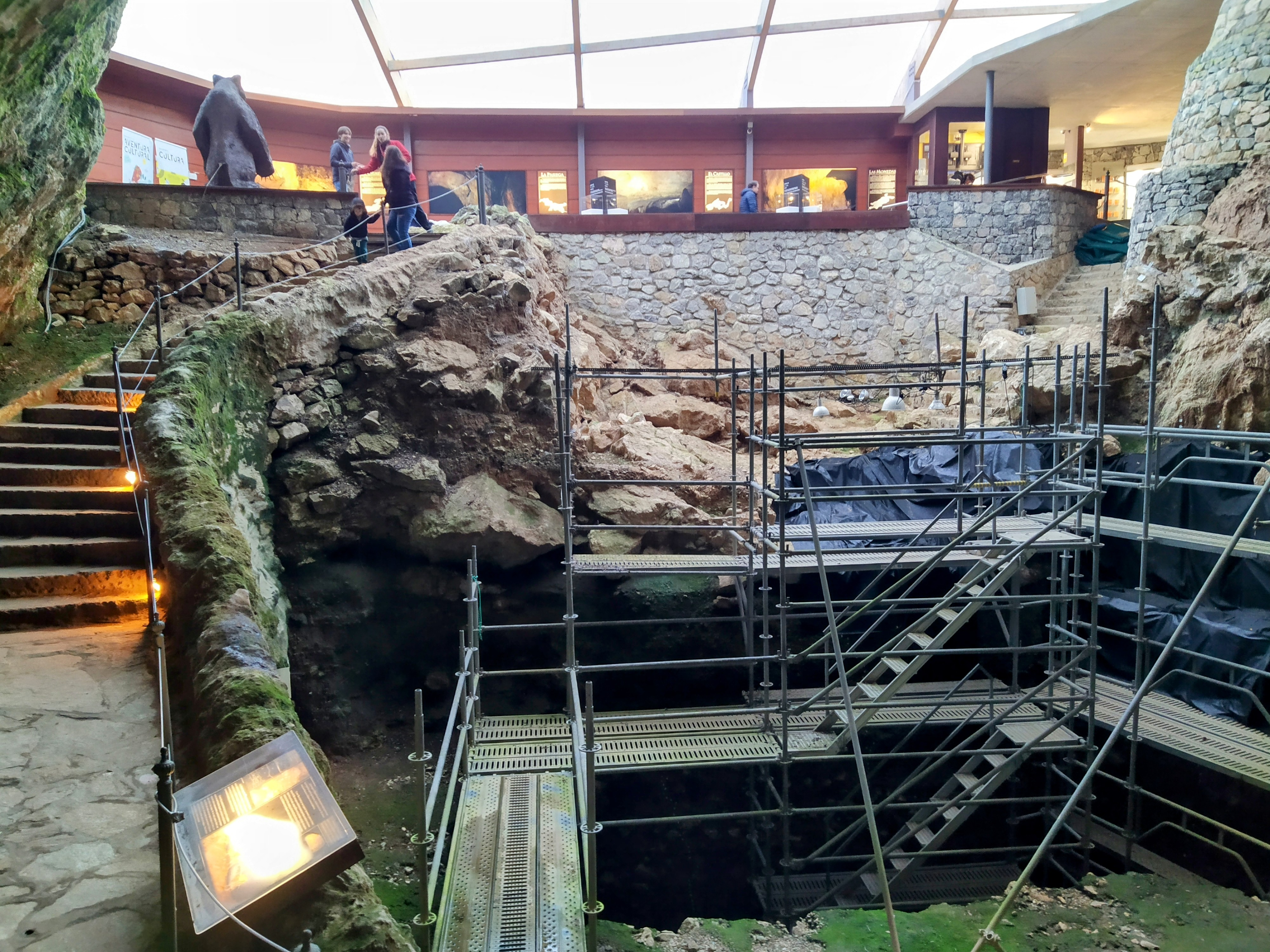
Excavaciones arqueológicas en la zona de la entrada a la cueva de El Castillo (2024).

A través de la citada entrada se accede a las diferentes salas en las que se ha descubierto una larguísima secuencia, desde el Paleolítico Inferior hasta la Edad del Bronce, con una estratigrafía que abarcaría 120 000 años. En ella se han encontrado más de 150 figuras que ya están catalogadas, entre las que destacan los grabados de varias ciervas en omóplatos con acabados rayados a modo de sombreado. Otra de las figuras a destacar es la de la constelación Corona Borealis, que estaría entre las más antiguas representaciones estelares conocidas.
Entre las pinturas representando a la fauna que coexistió con los sucesivos grupos humanos que poblaron la cueva y distintos símbolos de significado desconocido destacan el conjunto de manos en negativo, más de cincuenta. Según el análisis realizado por el arqueólogo Dean R. Snow, la mayoría de las manos pertenecen a mujeres, lo cual cuestiona la suposición tradicional de que los artistas de las cavernas eran varones.
Algunas de estas pinturas podrían ser las más antiguas conocidas, con una antigüedad superior a los 40 000 años.

## Restos paleontológicos
En este yacimiento se han encontrado fragmentos de huesos que evidencian rituales relacionados con la muerte, o señales de haber sido depredados.
Uno de los pocos restos humanos del Pleistoceno de Cantabria fue encontrado en esta cueva. Perteneció a un neandertal.